# بوب إيوينغ
بوب إيوينغ (بالإنجليزية: Bob Ewing)‏ هو سياسي أمريكي، ولد في 12 نوفمبر 1954. حزبياً، نشط في الحزب الجمهوري.